# Jerzy Machlejd
Jerzy Artur Machlejd, ps. JAM (ur. 3 lutego 1901 w Warszawie, zm. wiosną 1940 w Charkowie) – polski polityk, doktor nauk prawnych, porucznik rezerwy kawalerii Wojska Polskiego, ofiara zbrodni katyńskiej.

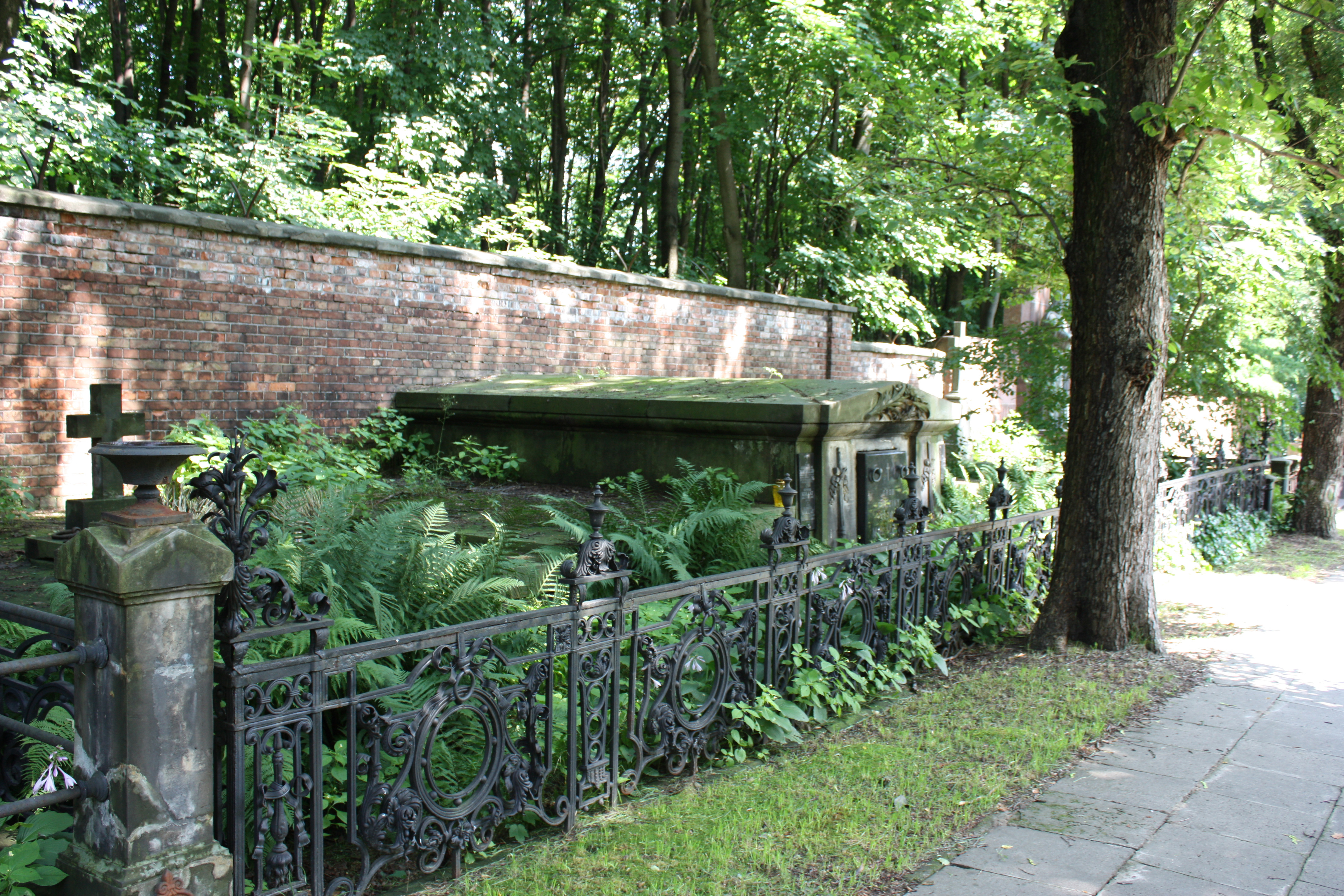
Grobowiec rodziny Machlejdów na cmentarzu ewangelicko-augsburskim w Warszawie.

## Życiorys
Wywodził się z rodziny o korzeniach szkockich. Jego antenaci należeli do klanu MacLeodów. Był synem warszawskiego przedsiębiorcy z branży ogrodniczej Artura Machlejda, bratankiem pastora luterańskiego Juliana Machlejda, bratem inżyniera ogrodnictwa Józefa Machlejda i wnukiem browarnika Karola Machlejda.
Ukończył Gimnazjum Męskie im. Mikołaja Reja w Warszawie. Studiował na Wydziale Prawa Uniwersytetu Warszawskiego. W czasie studiów prawniczych był sędzią i członkiem Rady Nadzorczej Bratniej Pomocy, skarbnikiem Koła Prawników, a także prezesem Konferencji Delegatów Kół Naukowych i członkiem korporacji akademickiej Welecja. W 1924 roku uzyskał tytuł magistra. W 1934 roku zakończył przewód i obronił pracę doktorską na temat rewolucji francuskiej. 
Pracował na dyrektorskim stanowisku w Zakładach Ogrodniczych Ulrichów. Był sędzią Sądu Okręgowego w Warszawie, członkiem Rady i Zarządu Stowarzyszeń Kupców Polskich, członkiem Komisji Odwoławczej Warszawskiej Izby Skarbowej. 
W listopadzie 1918 roku jako gimnazjalista służył w ochotniczym batalionie harcerskim Wojska Polskiego. W czasie wojny polsko-bolszewickiej zgłosił się na ochotnika do służby wojskowej. Służył w 2 baterii 9 dywizjonu artylerii konnej. Po zakończeniu studiów uniwersyteckich od 1924 roku był kawalerzystą w 7 pułku ułanów w Mińsku Mazowieckim. W 1925 roku ukończył Szkołę Podchorążych Rezerwy Kawalerii przy 2 Dywizji Kawalerii w Ostrołęce. Odbył ćwiczenia rezerwy w: 7 pułku ułanów (1930), 1 pułku szwoleżerów (1933) i Składnicy Materiału Intendenckiego w Brześciu (1936). Na stopień podporucznika został mianowany ze starszeństwem z 1 stycznia 1931 i 70. lokatą w korpusie oficerów rezerwy kawalerii. W 1934 roku posiadał przydział w rezerwie do 2 pułku ułanów.
Poseł na Sejm II RP V kadencji. Członek klubu parlamentarnego OZN. Pracował w komisjach sejmowych: budżetowej, przemysłowo-handlowej, rolnej i dla zmiany ordynacji wyborczej. 
Interesował się historią, geografią i poezją. Prowadził badania genealogiczne rodziny Machlejdów. W 1937 roku odbył podróż do Szkocji, podczas której odwiedził gniazdo swojego rodu – zamek Dunvegan na wyspie Skye. Nawiązał bliskie kontakty z wieloma brytyjskimi przedstawicielami klanu MacLeodów. W 1929 roku opublikował pod pseudonimem JAM tomik wierszy Mowa kwiatów. Wspólnie z antropogeografem Bogdanem Zaborskim był autorem mapy narodowościowej kresów północno-wschodnich i Litwy. Pozostawił po sobie nieukończoną pracę naukową o pochodzeniu nazw miast polskich. 
Po agresji III Rzeszy na Polskę we wrześniu 1939 roku zgłosił się na ochotnika do Wojska Polskiego, mimo że jako parlamentarzysta nie był objęty mobilizacją. Po agresji ZSRR na Polskę w nieznanych okolicznościach dostał się do niewoli radzieckiej. Przebywał w obozie w Starobielsku. Wiosną 1940 roku został zamordowany przez funkcjonariuszy NKWD w Charkowie i pogrzebany potajemnie w masowej mogile w Piatichatkach, gdzie od 17 czerwca 2000 roku mieści się oficjalnie Cmentarz Ofiar Totalitaryzmu w Charkowie. Figuruje na Liście Starobielskiej NKWD, pod poz. 2138. Symboliczny grób znajduje się na cmentarzu ewangelicko-augsburskim w Warszawie (aleja A, grób 29). Ponadto upamiętnia go tabliczka kommemoratywna w kaplicy katyńskiej katedry polowej Wojska Polskiego w Warszawie.
5 października 2007 roku minister obrony narodowej Aleksander Szczygło mianował go pośmiertnie na stopień kapitana. Awans został ogłoszony 9 listopada 2007 roku w Warszawie, w trakcie uroczystości „Katyń Pamiętamy – Uczcijmy Pamięć Bohaterów”.

## Publikacje
- Mapa narodowościowa kresów północno-wschodnich i Litwy. 1922
- Mowa kwiatów. 1929
- Rewolucja francuska w świetle statystyki. 1934